# Cratere Mistral
Mistral  è un cratere sulla superficie di Mercurio.